# Kleobis a Bitón

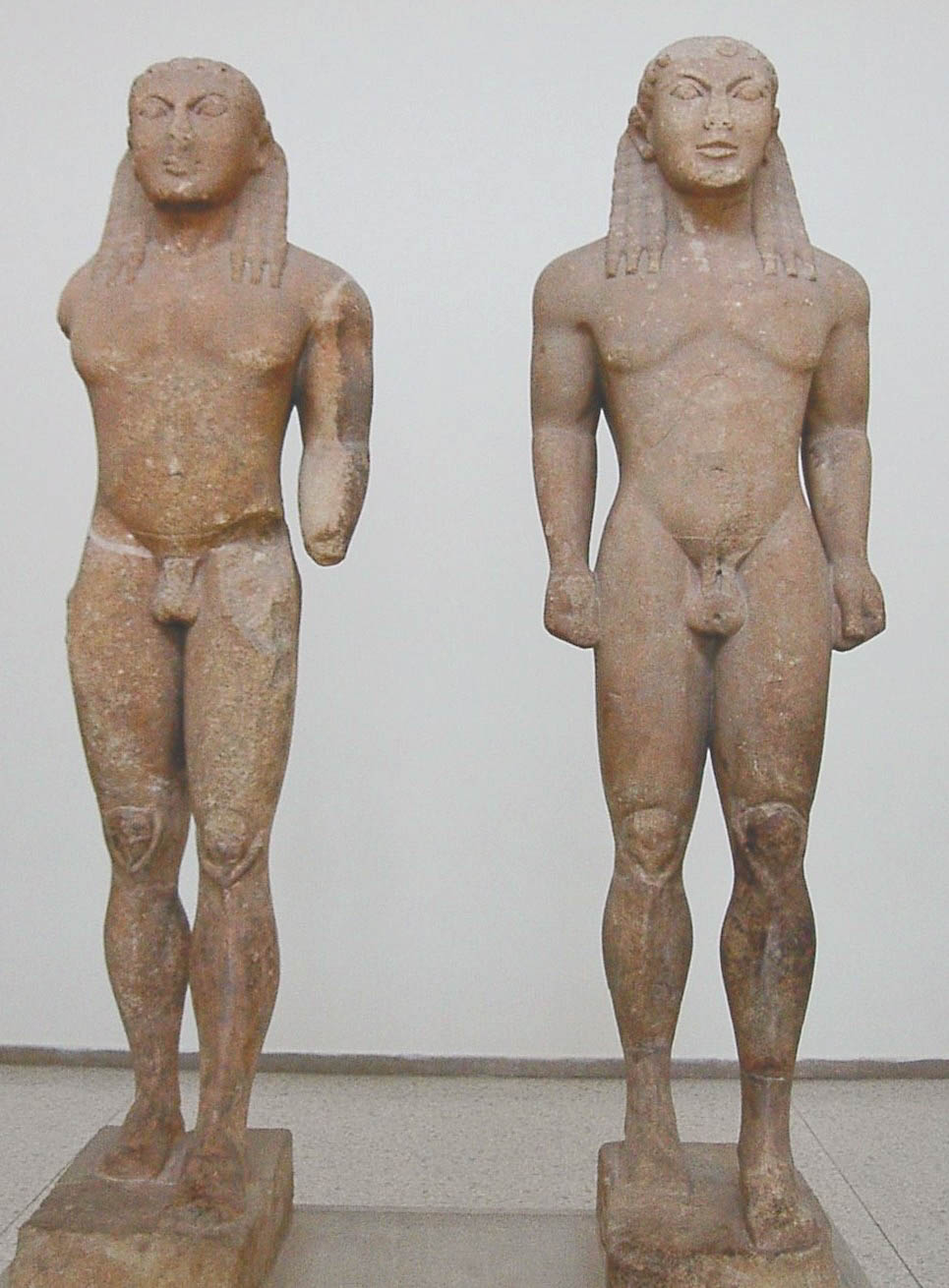
Sochy Kleobis a Biton byly vyrobeny Polymidem z Argu

Kleobis a Bitón (starořecky Κλέοβις, gen.: Κλεόβιδος; Βίτων, gen.: Βίτωνος) jsou jména dvou lidských bratrů, kteří vystupují v legendě vyprávěné Kroisovi (podle Hérodota). Jsou to také jména připisovaná dvěma archaickým řeckým sochám v životní velikosti (tzv. Kúros), které se nyní nachází v Archeologickém muzeu v Delfách. Sochy pochází z Argu a byly vytvořeny kolem roku 580 př. n. l., nalezeny však byly v Delfách.

## Legenda
Podle legendy byli Kleobis a Bitón narozeni v Argu a byli to synové Kýdippa, kněžky bohyně Héry. Kýdippa cestovala z Argu na slavnost uspořádanou k poctě bohyně Héry. Býci, kteří měli táhnout její vůz se nevrátili včas z pole, její synové se tedy zapřáhli místo nich a celou cestu ji táhli (8,3 km). Kýdippa byla potěšena jejich oddaností k ní a k její bohyni. Modlila se tedy k Héře, aby její syny obdarovala tím nejlepším darem, jaký může bůh smrtelníkovi dát. Bohyně zařídila, že bratři zemřeli hned po slavnosti ve spánku - dala jim tak dar poklidné smrti. Podle Hérodota, který tuto pověst popisuje, občané města Argos poté věnovali tento pár soch svatyni Apollóna v Delfách.

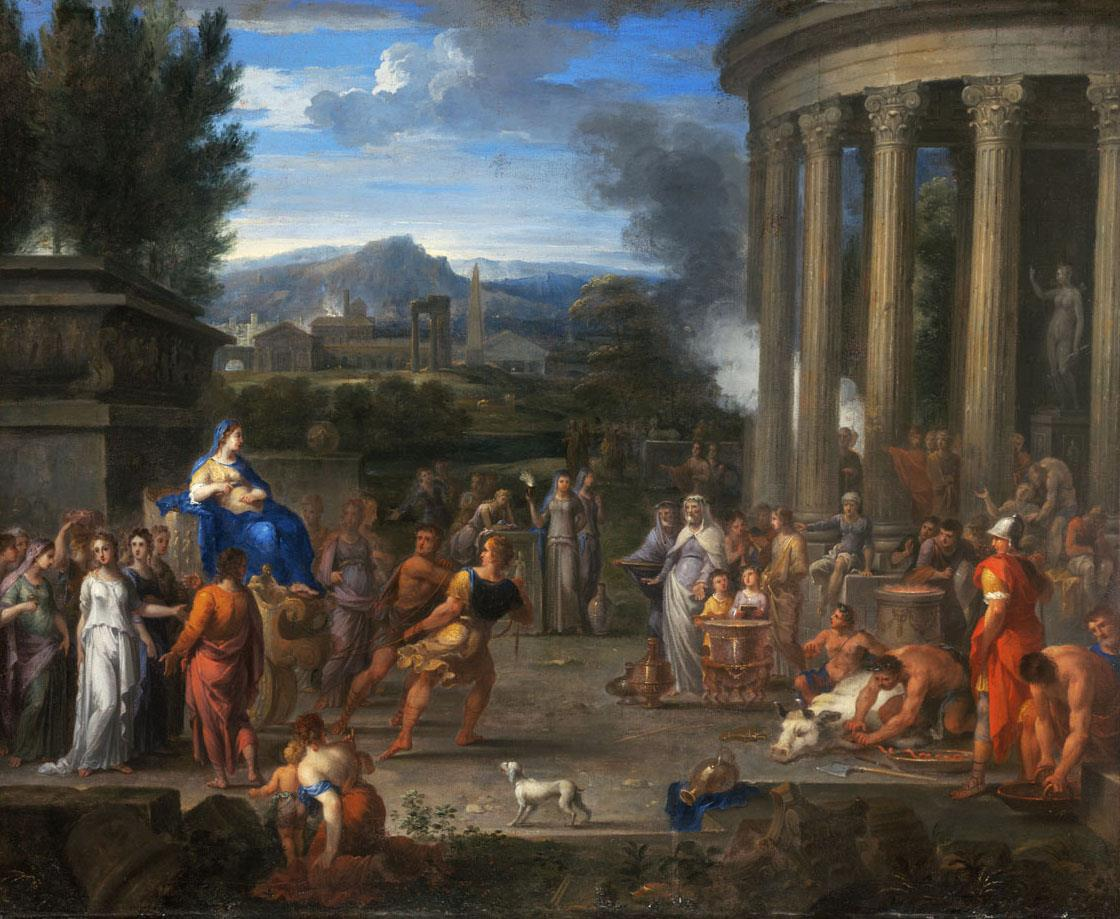
Cleobis and Biton, by Nicolas Loir

## Sochy
V první knize Hérodota Historie Solón vypráví příběh Kleobise a Bitóna králi Kroisiovi jako příklad šťastně prožitého života. Hérodotos popisuje že lidé z Argu na jejich počest věnovali jejich sochy delfské svatyni. Delfské muzeum tedy prezentuje dvě totožné archaické Kúroi pod jmény Kleobis a Bitón, přestože není žádný přímý důkaz, který by tito sochy identifikoval s těmi zmíněnými Hérodotem.
Nápisy na podstavci sochy identifikují jako Kleobise a Bitóna a také identifikují Polyméda z Argu jako sochaře, což je v takto raném umění velmi neobvyklé. Sochy byly vytvořeny v typicky peloponnéském stylu, masivní a svalnaté, ale nemají zobrazovat věrné podobizny bratrů, pokud tedy předpokládáme, že bratři existovali. Sochy jsou ideálním zobrazením maskuliní síly a piety.